# Felix Ekardt
Felix Ekardt (* 1. April 1972 in West-Berlin) ist ein deutscher Jurist, Philosoph und Soziologe.
Ekardt setzt sich insbesondere mit der Theorie der Gerechtigkeit, mit der Theorie der Nachhaltigkeit, mit der Klimapolitik, mit Fragen der politischen Steuerung und Governance in der Weltgesellschaft und mit den Bedingungen gesellschaftlichen Wandels auseinander.

## Leben
Felix Ekardt studierte von 1991 bis 1997 in Berlin und Marburg Rechts-, Sozial- und Religionswissenschaft. Hierbei war er 1996 an der Universität Aberdeen als Research Assistant tätig. 1997 legte er sein Erstes Juristisches Staatsexamen in Marburg ab und 1999 nach dem Referendariat das Zweite Staatsexamen in Leipzig. Ekardt promovierte in Jura 2000 an der Universität in Halle zu den Ursachen von Nicht-Nachhaltigkeit. Ein weiteres Mal promovierte er 2018 an der Universität in Leipzig in Philosophie mit einer Kritik der Kosten-Nutzen-Analyse. 2001 schloss er seine religions- und sozialwissenschaftlichen Studien mit dem Grad eines Magisters an der Universität in Marburg ab. Er erlangte an der Universität Leipzig 2003 den Titel eines Master of Laws (LL.M.) im Bereich des Europarechts. Felix Ekardt habilitierte sich 2003 an der Universität Rostock in Rechtswissenschaften mit einer interdisziplinären Arbeit zur Theorie der Nachhaltigkeit. Er war während dieser Zeit ab 1995 bis 2003 auch Mitarbeiter in einer umweltrechtlich ausgerichteten Rechtsanwaltskanzlei.
Von 2002 bis 2007 war Ekardt Gastdozent für Philosophie an der Universität Leipzig, von Ende 2002 bis Ende 2008 war er Juniorprofessor für Öffentliches Recht mit dem Schwerpunkt deutsches, europäisches und internationales Umweltrecht an der Universität Bremen. Seit Anfang 2009 ist er außerplanmäßiger Professor an der Universität Rostock und dort der Juristischen Fakultät, der Interdisziplinären Fakultät und dem Leibniz-Wissenschaftscampus Phosphorforschung Rostock zugeordnet. Vor allem ist er Leiter eines von ihm selbst aufgebauten überregionalen, primär in Leipzig ansässigen Instituts, der Forschungsstelle Nachhaltigkeit und Klimapolitik. Zudem war er von 2012 bis 2015 externer Long-Term Fellow am Forschungsinstitut für Philosophie Hannover.
Ekardt war neben seiner Tätigkeit an der Forschungsstelle Nachhaltigkeit und Klimapolitik und der Universität Rostock seit 2009 zeitweise an weiteren Universitäten in der Lehre tätig. So lehrte er an den Universitäten von Göttingen und Halle. 2019/2020 vertrat er für zwei Semester den Lehrstuhl für Öffentliches Recht und Verwaltungswissenschaften an der Staatswissenschaftlichen Fakultät der Universität Erfurt. Dort hatte er bis 2023 noch einen Lehrauftrag inne.
Ekardt ist politikberatend in Nachhaltigkeits- und Klimapolitikfragen tätig und regelmäßiger Autor in überregionalen Zeitungen. Ekardt kandidierte für Bündnis 90/Die Grünen bei der Oberbürgermeister-Wahl Anfang 2013 in Leipzig und erhielt im ersten Wahlgang 9,8 Prozent der abgegebenen Stimmen. Seit April 2013 ist Ekardt ehrenamtlicher Landesvorsitzender des BUND Sachsen.
Bekanntheit erlangte er neben regelmäßigen Beiträgen in den Medien zudem mit der Vorbereitung und Rechtsvertretung einer, teilweise auf seiner Freiheits- und Nachhaltigkeitstheorie basierenden, Beschwerde vor dem Bundesverfassungsgericht zur Einhaltung der 1,5-Grad-Grenze für den Klimawandel aus Artikel 2 des Pariser Übereinkommens. Das Bundesverfassungsgericht gab der Beschwerde im so genannten Klimabeschluss 2021 teilweise statt; damit war erstmals in Deutschland eine Umweltverfassungsklage erfolgreich. Am 18. September 2024 reichte er eine weitere Klimaverfassungsbeschwerde ein wegen des seines Erachtens weiterhin unzureichenden Ambitionsniveaus der deutschen und europäischen Klimapolitik. Am 23. Oktober 2024 folgte, nach seinen Angaben weltweit erstmalig, eine Verfassungsklage abzielend auf die Feststellung, dass die Gesetzgebung auch beim Biodiversitätsschutz wesentlich mehr tun muss.

## Wissenschaftliche Thesen
Felix Ekardt vertritt – auch in den Medien – oft kontroverse Thesen zu Themen von Nachhaltigkeit und offener Gesellschaft, etwa dazu, dass die Demokratie durch einfache Wahrheiten untergraben werde, diese jedoch eine allgemein-menschliche Neigung verkörperten und nicht spezifisch populistisch seien. Ferner thematisiert er den Zusammenhang von Klimawandel und fossilen Brennstoffen mit anderen Problemen wie Terrorismus oder Feinstaubbelastung. Aufgegriffen wird beides auch im neuesten Taschenbuch Kurzschluss: Wie einfache Wahrheiten die Demokratie untergraben. Darin untersucht Ekardt, ob Vernunft und Demokratie angesichts einer allgegenwärtigen allgemeinmenschlichen – gerade nicht nur populistischen – Neigung zu einfachen Wahrheiten dauerhaft eine Chance haben, oder ob sie in der Gefahr stehen, historisch eine Ausnahmeerscheinung zu bleiben.
Ekardts Hauptwerk Theorie der Nachhaltigkeit: Ethische, rechtliche, politische und transformative Zugänge – am Beispiel von Klimawandel, Ressourcenknappheit und Welthandel – kürzer und aktualisiert seit 2019 (in 2. Aufl. 2024) bei Springer auch auf Englisch vorliegend als Sustainability: Transformation, Governance, Ethics, Law – erschien ursprünglich 2004 im Selbstverlag und sodann in drei weiteren Auflagen 2011, 2016 und 2021 bei Nomos; popularisierende Taschenbücher waren ursprünglich bei C. H. Beck Wird die Demokratie ungerecht (2007) und Das Prinzip Nachhaltigkeit (2. Aufl. 2010). Spätere Popularisierungen waren bei Herder Cool Down: 50 Irrtümer über unsere Klima-Zukunft; eine 2. Auflage ist im Februar 2012 unter dem Titel Klimaschutz nach dem Atomausstieg – 50 Ideen für eine neue Welt erschienen; eine weitere Aktualisierung erschien im Oktober 2014 als Jahrhundertaufgabe Energiewende: Ein Handbuch in einer Art Drittauflage beim Christoph Links Verlag sowie bei den Zentralen für politische Bildung. Den aktuellsten Versuch, eine populäre Synthese von Theorie der Nachhaltigkeit mit Schwerpunkt auf die Bedingungen gesellschaftlichen Wandels anzubieten, enthielt bis vor kurzem das 2017 bei Oekom erschienene Taschenbuch Wir können uns ändern. Gesellschaftlicher Wandel jenseits von Kapitalismuskritik und Revolution.
In seinem Werk sucht Ekardt ethisch und rechtstheoretisch einen eigenen, „modern-liberalen“ Ansatz der Gerechtigkeitstheorie sowie ein neues Freiheitsverständnis, einen mit der ökonomischen Kosten-Nutzen-Analyse konkurrierenden Abwägungsansatz, eine Theorie menschlicher Verhaltensantriebe und des sozialen Wandels im Kontext von Nachhaltigkeit sowie einen Governance-Ansatz für wirksamere Nachhaltigkeitsinstrumente. Damit soll sich insgesamt eine humanwissenschaftliche Nachhaltigkeitstheorie mit einem Fokus auf Governance, Ethik, Recht und Transformation ergeben. Die Gerechtigkeitstheorie einschließlich der Freiheits- und Abwägungslehre ist eine – parallel ethische und juristische – von Kant und der Diskursethik in einzelnen Punkten inspirierte, gegenüber beiden jedoch stark weiterentwickelte Konzeption; sie enthält u. a. eine normative Begründung des Umweltschutzes sowie von Menschenrechten auch über zeitliche und räumliche Entfernung hinweg und will den Raum des rational Erkennbaren im Bereich von Ethik und Recht neu bestimmen.
In der Theorie menschlichen Verhaltens und des sozialen Wandels zeigt Ekardt, dass die von unterschiedlichen Disziplinen verfolgten Verengungen auf einzelne Faktoren wie Wissen, Eigennutzen, Kollektivgutprobleme oder biologische Antriebe gerade nicht haltbar sind, auch wenn all diese Punkte relevant sind; ergänzend werden vielmehr Normalitätsvorstellungen, Gefühle und Werthaltungen (und deren kultureller Anteil) relevant. Zentral ist für Ekardt ferner, dass gesellschaftlicher Wandel in einem Wechselspiel verschiedener Akteure (die jeweils von den gleichen genannten Antrieben geprägt sind) geschieht und deshalb die Frage ins Leere geht, ob eher Politik oder Bürger/Konsumenten oder Unternehmen oder noch andere Akteure entscheidend sind. Dabei wird eine integrierte und zugleich eigene Sicht auf individuelle und soziale Veränderungsprozesse in Kombination soziologischer, psychologischer, ökonomischer, kulturwissenschaftlicher, soziobiologischer und weiterer Elemente gesucht. In der Governance-Theorie werden typische Steuerungsprobleme wie Rebound-Effekte und Verlagerungseffekte in andere Sektoren, Länder oder hin zu anderen Umweltproblemen analysiert, die einen wirksamen Umweltschutz bisher oft vereiteln. Darauf aufbauend wird – ohne die unter Ökonomen übliche Anknüpfung an Kosteneffizienz-Aspekte – gezeigt, dass geographisch und sachlich möglichst breit ansetzende und mit absoluten Zielen arbeitende Instrumente aus Nachhaltigkeitssicht am ehesten problemlösend wirken können, so beispielsweise ökonomische Instrumente wie Zertifikatmärkte und Abgaben, flankiert durch differenzierte weitere Maßnahmen. Als besonders geeignet fasst Ekardt, anders als der Instrumenten-Diskurs sonst meist, eine zeitnahe radikale Mengenbegrenzung per Cap and Trade für fossile Brennstoffe und Tierbestände ins Auge, die er für die zentralen Treiber diverser Herausforderungen wie Klimawandel, Biodiversitätsverluste, Gesundheitsprobleme durch Luftschadstoffe u. a. m. hält.
2025 erschien das Sachbuch Postfossile Freiheit: Warum Demokratie, Umweltschutz, Wohlstand und Frieden nur gemeinsam gelingen. In dem Buch sucht Ekardt den Bezug zu Debatten über die Zukunft von Demokratie und Frieden. Seine Theorien zur Erklärung von Wandel sowie zur Normativität wendet er dabei neben Nachhaltigkeitsfragen auf Demokratie und Frieden an.
Ekardt widmet sich den Fragenkreisen Landnutzung und Klimawandel, Phosphorknappheit und Biodiversität sowie der Entwicklung integrierter Ansätze für die Lösung verschiedener Umweltprobleme wie Klimawandel, Biodiversität und gestörte Stickstoffkreisläufe, insbesondere mit Fokus auf ökonomische Politikinstrumente. Ekardt gibt ferner die Reihe Environmental Humanities: Transformation, Governance, Ethics, Law bei Springer und die Reihe Beiträge zur sozialwissenschaftlichen Nachhaltigkeitsforschung im Metropolis Verlag geschäftsführend heraus.
In einem Kurzgutachten vom März 2019 im Auftrag des Solarenergie-Förderverein Deutschland befasst sich Felix Ekardt mit den Grenzen des (deutschen) Ordnungswidrigkeitenrechts bezogen auf schulische Abwesenheiten im Zuge der Fridays-for-Future-Bewegung.

„Die Transformation zur Nachhaltigkeit ist für Menschen in Gesellschaft, Wirtschaft und Politik ja wegen bestimmter nur allzu menschlicher Grundeigenschaften oft so schwierig. Dazu zählen neben Eigennutzenstreben auch emotionale Faktoren wie Bequemlichkeit, Gewohnheit, Verdrängung und die Neigung zu Ausreden.“

## Schriften (Auswahl)
- Sustainability: Transformation, Governance, Ethics, Law. Springer, Dordrecht 2019, ISBN 978-3-030-19276-1.
- Theorie der Nachhaltigkeit. Ethische, rechtliche, politische und transformative Zugänge – am Beispiel von Klimawandel, Ressourcenknappheit und Welthandel. Nomos Verlag, Baden-Baden 2021 (3. Aufl. bei Nomos, 4. Aufl. insg.), ISBN 978-3-8329-6032-2.
- Postfossile Freiheit: Warum Demokratie, Umweltschutz, Wohlstand und Frieden nur gemeinsam gelingen. Bonifatius, Paderborn 2025, ISBN 9783987900976
- Wir können uns ändern: Gesellschaftlicher Wandel jenseits von Kapitalismuskritik und Revolution. Oekom Verlag, München 2017, ISBN 978-3-86581-842-3.
- Kurzschluss: Wie einfache Wahrheiten die Demokratie untergraben. Ch. Links Verlag, Berlin 2017 (zugleich Zentralen für politische Bildung), ISBN 978-3-86153-962-9.
- Economic Evaluation, Cost-Benefit Analysis, Economic Ethics. A Review with Regard to Climate Change – Figures in the Sustainability Discourse. Springer, Dordrecht 2022, ISBN 978-3-030-99283-5.
- Ökonomische Bewertung – Kosten-Nutzen-Analyse – ökonomische Ethik. Eine Kritik am Beispiel Klimaschutz – zugleich zu Zahlen im Nachhaltigkeitsdiskurs Metropolis Verlag, Marburg 2018, ISBN 978-3-7316-1329-9.
- mit Jessica Stubenrauch, Katharina Hagemann und Beatrice Garske: Forest Governance: Overcoming Trade-Offs between Land-Use Pressures, Climate and Biodiversity Protection. Springer, Dordrecht 2022, ISBN 978-3-030-99183-8.
- Hrsg. mit Herwig Unnerstall und Beatrice Garske: Globalisierung, Freihandel und Umweltschutz in Zeiten von TTIP: Ökonomische, rechtliche und politische Perspektiven. Metropolis Verlag, Marburg 2016, ISBN 978-3-7316-1197-4.
- mit Bettina Hennig: Ökonomische Instrumente und Bewertungen der Biodiversität – Lehren für den Naturschutz aus dem Klimaschutz? Metropolis Verlag, Marburg 2015, ISBN 978-3-7316-1120-2.
- Jahrhundertaufgabe Energiewende: Ein Handbuch. Ch. Links Verlag, Berlin 2014 (zugleich Zentralen für politische Bildung), ISBN 978-3-86153-791-5 (online [Sonderausgabe 2015]).
- mit Christian Heitmann und Davor Susnjar: Sicherung sozial-ökologischer Standards durch Partizipation. Hans-Böckler-Stiftung, Düsseldorf 2012, ISBN 978-3-86593-175-7.